# شهرستان فارست (ویسکانسین)
شهرستان فارست، ویسکانسین (به انگلیسی: Forest County, Wisconsin) یک سکونتگاه مسکونی در ایالات متحده آمریکا است که در ویسکانسین واقع شده‌است.

## خصوصیات
شهرستان فارست ۲٬۷۰۹٫۱۴ کیلومترمربع مساحت دارد.

## نگارخانه

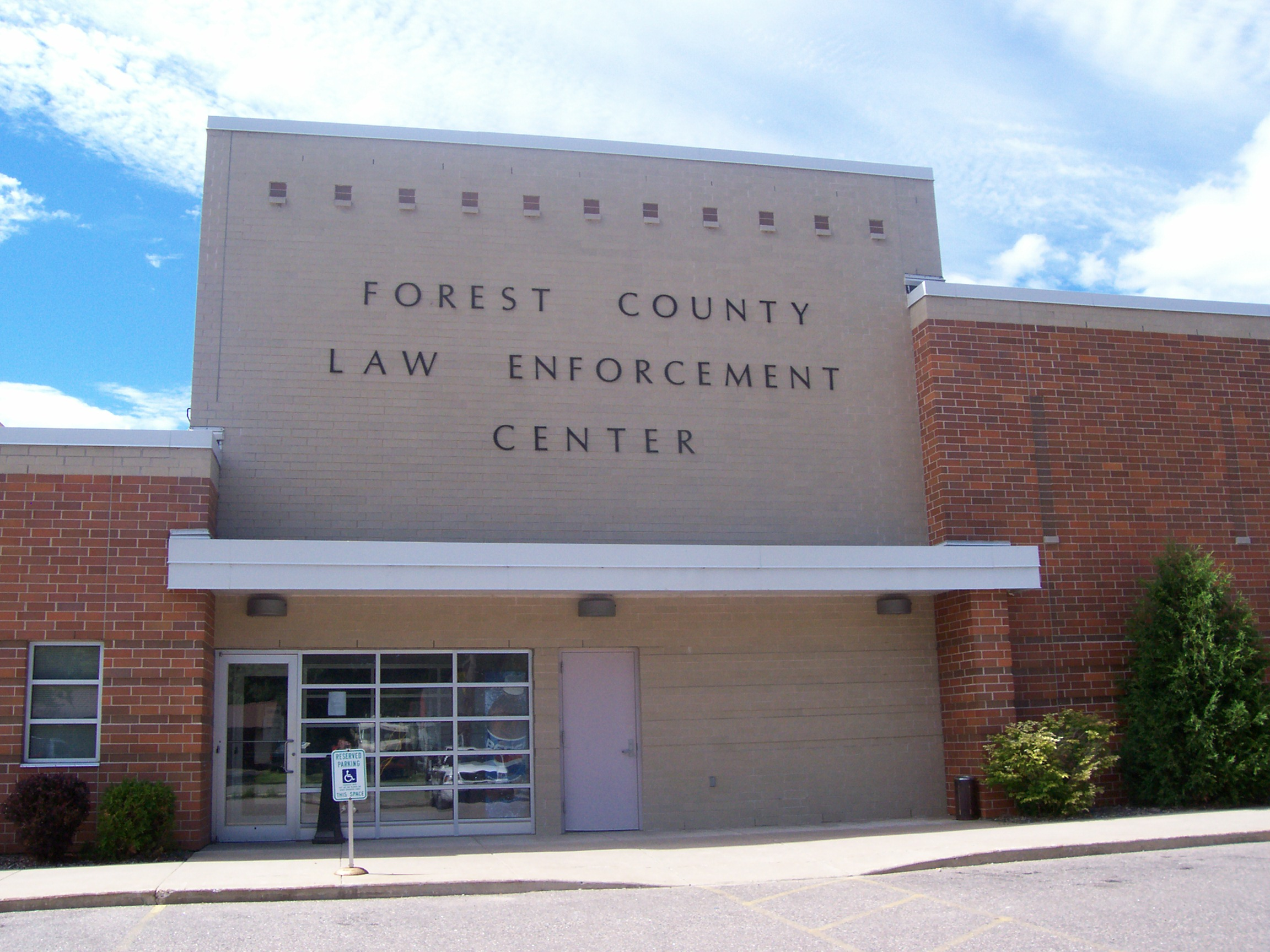
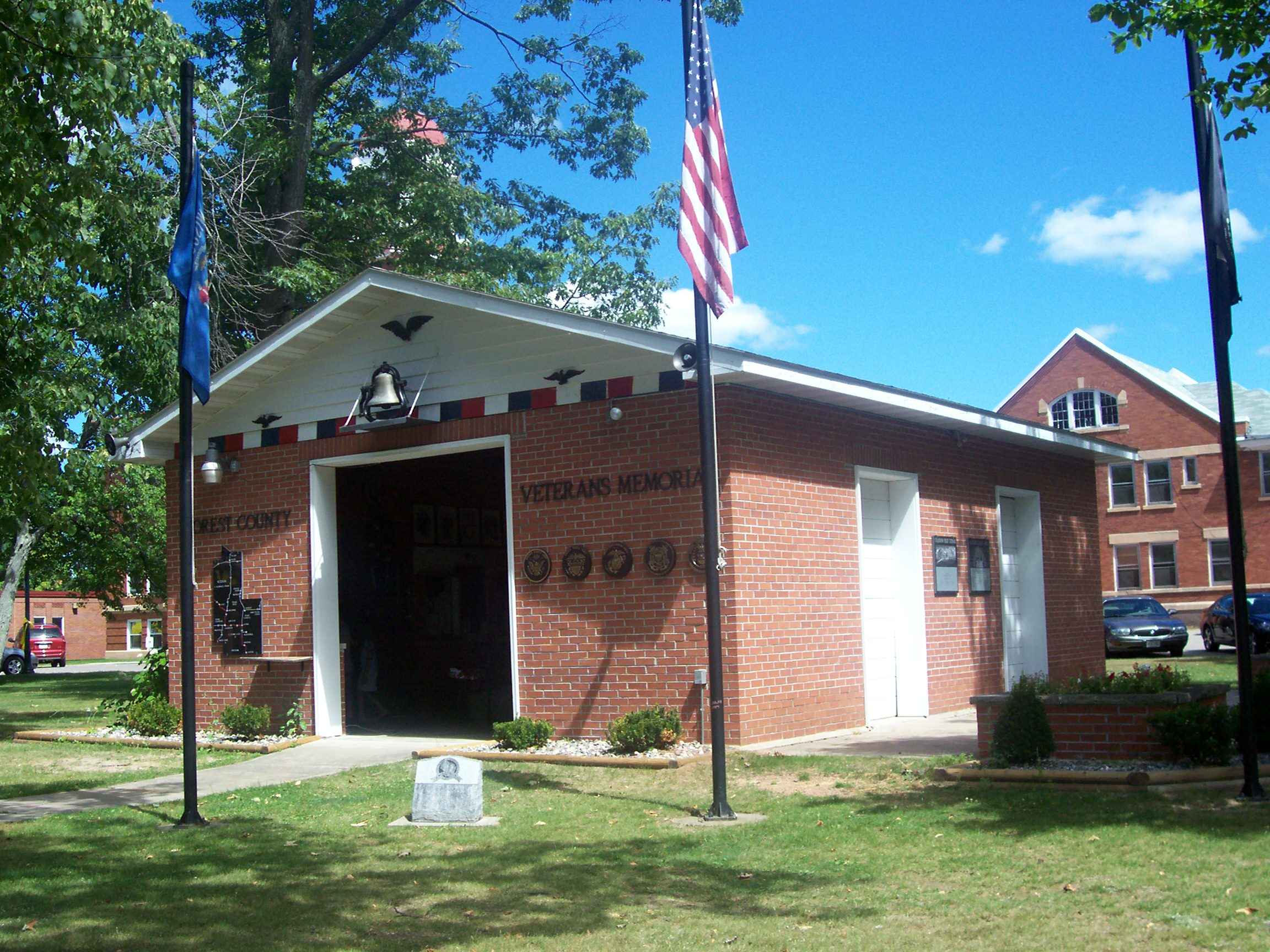